# Vado del Cora
Vado del Cora är en ort i Mexiko.   Den ligger i kommunen Santiago Ixcuintla och delstaten Nayarit, i den centrala delen av landet, 700 km väster om huvudstaden Mexico City. Vado del Cora ligger 56 meter över havet och antalet invånare är 604.
Terrängen runt Vado del Cora är kuperad åt sydost, men åt nordväst är den platt. Runt Vado del Cora är det ganska tätbefolkat, med 199 invånare per kvadratkilometer. Närmaste större samhälle är Yago, 12,5 km nordväst om Vado del Cora. I omgivningarna runt Vado del Cora växer i huvudsak lövfällande lövskog.